# UFC 123
UFC 123: Rampage vs. Machida est un événement d'arts martiaux mixtes tenu par l'Ultimate Fighting Championship le 20 novembre 2010 au The Palace of Auburn Hills dans la banlieue de Détroit plus précisément à Auburn Hills, dans le Michigan.

## Arrière-plan
Quinton Jackson a affronté Lyoto'The Dragon'Machida, dans un combat très attendu par les fans. En effet ces deux hommes sont des ex-champions dans leur catégorie de poids. Ce fut le retour de Lyoto Machida après la perte de son titre à l'UFC 113, et celui de Rampage après sa défaite contre Rashad Evans.
Il y eut aussi la troisième rencontre entre Matt Hughes et BJ Penn, les deux ayant remporté une victoire l'un contre l'autre avant ce combat.

## Carte officielle[2]

### Carte préliminaire
- Lightweight bout: Tyson Griffin vs.  Nik Lentz

Lentz bat Griffin par décision partagée (29-28, 27-30, 29-28)
- Lightweight bout:  Paul Kelly (en) vs.  T.J O'Brien

Kelly bat O'Brien par TKO à 3:16  au round 2
- Lightweight bout: Mike Lullo vs.  Edson Barboza

Barboza bat Lullo par TKO à  0:26 au round 3
- Welterweight bout: Karo Parisyan vs.  Dennis Hallman

Hallman bat Parisyan par TKO à 1:43 au round 1

### Carte diffusée sur Spike TV
- Middleweight bout:  Aaron Simpson vs.  Mark Muñoz

Muñoz bat Simpson par décision unanime (29-28, 29-28, 29-28)
- Welterweight bout:  Matt Brown vs.  Brian Foster

Foster bat Brown par soumission (guillotine) à 2:11 au round 2

## Carte Principale
- Lightweight bout:  George Sotiropoulos vs.  Joe Lauzon

Sotiropoulos bat Lauzon par soumission (kimura) à 2:43 au round 2
- Light Heavyweight bout:  Phil Davis vs.  Tim Boetsch

Davis bat Boetsch  par soumission (one-handed kimura) à  2:55 au round 2
- Middleweight bout:  Gerald Harris (en) vs.  Maiquel Falcão

Falcão bat Harris  par décision unanime (29-27, 29-28, 29-28)
- Welterweight bout:  Matt Hughes vs.  BJ Penn

Penn bat Hughes par  KO à 0:21 du premier round
- Light Heavyweight bout:  Quinton Jackson vs. Lyoto Machida

Jackson bat Machida par décision partagée : (28-29, 29-28, 29-28)

### Récompenses
Les combattants mentionnés recevront une prime de 80 000 dollars 
- Fight of the Night:  George Sotiropoulos vs.  Joe Lauzon
- Knockout of the Night:  BJ Penn
- Soumission of the Night: Phil Davis